# Irmgard Schmidleithner
Irmgard Schmidleithner (* 8. Februar 1948 in Weißkirchen an der Traun als Irmgard Fischill) ist eine österreichische Frauenrechtlerin, ehemalige Vizepräsidentin des Österreichischen Gewerkschaftsbundes und Vorsitzende der ÖGB-Frauen (1991–1999). In Zusammenarbeit mit Johanna Dohnal brachte sie 1993 das Gleichbehandlungspaket zur gesetzlichen Verankerung.

## Leben
Irmgard Schmidleithner wurde 1948 als Tochter von Irmgard Fischill, geborene Häusler, und Josef Fischill in Weißkirchen, Oberösterreich geboren. Sie wuchs bis zum 6. Lebensjahr als Älteste von sieben Kindern im Ortsteil Grassing auf. Im Jahr 1954 übersiedelte die Familie nach Eggendorf in Oberösterreich. Von 1954 bis 1959 besuchte Irmgard Schmidleithner die Volksschule in Eggendorf und von 1959 bis 1963 die Hauptschule in Wels, Oberösterreich.
Mit 15 Jahren begann sie 1963 ihre berufliche Laufbahn als Büroangestellte in Traun. Nach Absolvierung einer kaufmännischen Ausbildung in Form von Seminaren und Kursen war sie von 1966 bis 1968 als Lohnverrechnerin in zwei oberösterreichischen Betrieben tätig.
1967 heiratete Irmgard Fischill Helmut Schmidleithner (* 1936) in Spital am Pyhrn, Oberösterreich. Das frisch vermählte Ehepaar bezog eine Dienstwohnung in Traun. 1968 gebar Schmidleithner-Fischill eine Tochter. 1968 bis 1971 blieb sie bei ihrem Kind zu Hause und beendete ihre Karenzzeit mit einem Teilzeit-Beschäftigungsverhältnis als Lohnverrechnerin in Traun. Um das Einkommen aufzubessern, nahm sie einen zweiten Teilzeitjob als Reinigungsfrau in Traun und eine Heimarbeit als Lohnbuchhalterin für eine Linzer Firma an.
1980 wurde Schmidleithner als Frauensekretärin im oberösterreichischen Gewerkschaftsbund mit Sitz in Linz angestellt. Ihre Schwerpunktarbeit war unter anderem „Arbeitsplatzsituation – Kinderbetreuung – Bildung/Frauen – Gesundheit am Arbeitsplatz – Arbeitszeitverkürzung – Konzeptentwicklung für Gewerkschaftsschule – Integration wissenschaftlicher Erkenntnisse in die Alltagspraxis Arbeitsplatz – Vernetzung“.
Nach Absolvierung der Gewerkschaftsschule 1979 bis 1981 in Traun in Oberösterreich machte Schmidleithner 1986 die Berufsreifeprüfung. Sie absolvierte 1984 bis 1986 ein Studium als außerordentliche Hörerin, ab 1986 bis 1988 als ordentliche Hörerin an der JKU (Johannes-Kepler-Universität) in Linz, Studienrichtung Soziologie. In der Zeit von 2002 bis 2004 nahm sie an einem zweijährigen Lehrgang Lebenslauf 113 „Franziskanische Spiritualität“ in Vöcklabruck in Oberösterreich teil, der sie in ihrer christlichen Haltung weiter bestärkte.
1988 wurde Irmgard Schmidleithner vom damaligen ÖGB-Präsidenten Fritz Verzetnitsch als Leiterin des Referats „Bildung – Freizeit – Kultur“, als erste Frau in diesem Referat, nach Wien berufen. Ihre Schwerpunktarbeit war Neugestaltung der Gewerkschaftsschule in Wien, Erarbeitung von Seminarangeboten mit Kinderbetreuungsangeboten, Erarbeitung und Durchführung von Studienzirkeln mit Expertinnen, Bildungsarbeit, Mitarbeit bei der Erstellung eines Konzeptes zur Gründung einer Europäischen Gewerkschaftsakademie (1989), Thema Arbeitszeitverkürzung und Streiflichter auf die Geschichte der Arbeiterbewegung in sogenannten Bildungs- und Kulturveranstaltungen. Diese Berufung war auch mit einem Wohnsitzwechsel nach Wien verbunden. Irmgard Schmidleithner lebte seit 1984 getrennt von ihrem Ehemann in Linz in Oberösterreich. Die Tochter, die bis dahin bei der Mutter gelebt hatte, blieb in Linz, um ihre Ausbildung zu absolvieren.
Beim 11. Frauenkongress des ÖGB in Wien (29.–31. Jänner 1991) wurde Schmidleithner in einer geheimen Wahl (erstmals seit der Gründung des ÖGB 1945) mit 98,73 Prozent zur Vorsitzenden der ÖGB-Frauen gewählt. Im Herbst desselben Jahres wurde sie zur Vizepräsidentin des ÖGB gewählt. Ihre Schwerpunktarbeit gliederte sich in: Erarbeitung eines Forderungskataloges zum Gleichbehandlungspaket gemeinsam mit ÖGB Frauen und Arbeiterkammer Wien, Frauentagveranstaltungen, Arbeitnehmerinnentagungen, Erarbeitung eines Forderungskataloges zum Thema Nachtarbeit, Gesetzesbegutachtungen, die Teilnahme an der UNO-Weltfrauenkonferenz in Peking und vieles mehr.
1997 wurde Irmgard Schmidleithner in beidseitigem Einvernehmen von ihrem Ehemann Helmut Schmidleithner geschieden. Im gleichen Jahr engagierte sie sich gemeinsam mit den ÖGB-Frauen und den SPÖ-Frauen für das Frauenvolksbegehren unter dem Motto: „Alles, was Recht ist!“. Schmidleithner kämpfte für eine Gleichbehandlung von Frauen und Männern am Arbeitsplatz und auch in der Familie. Als alleinerziehende Mutter kannte sie die Nöte und Bedürfnisse der Frauen sowie das Angebot einer für Frauen nachteiligen Teilzeitarbeit und die versicherungsrechtlichen Probleme für geringfügig beschäftigte Arbeiter.
Johanna Dohnal, die seinerzeitige Frauenministerin, schätzte Schmidleithner in der Funktion als ÖGB-Frauenvorsitzende und -Vizepräsidentin. Gemeinsam mit Irmgard Schmidleithner brachte Dohnal das Gleichbehandlungspaket bis zur gesetzlichen Verankerung im Gleichbehandlungsgesetz (1993). Irmgard Schmidleithner forderte unter anderem, dass die Gleichberechtigung der Frauen nicht erst beim Pensionsantrittsalter beginnen dürfe, beschäftigte sich mit dem Thema „Nachtarbeit für Frauen“, erarbeitete zahlreiche Lösungsvorschläge mit Juristen, Soziologen, Politologen und diversen Institutionen für eine gesunde, humane Arbeitswelt, befasste sich mit den tiefgreifenden Veränderungen der Arbeitswelt am Ende der 1990er Jahre und ihren Auswirkungen vor allem auf die Frauen und engagierte sich für die Verwirklichung der gesetzlichen Verankerung einer versicherungsrechtlichen Absicherung für geringfügig Beschäftigte.
Irmgard Schmidleithner wechselte 1999 in den Ruhestand. Trotzdem initiierte und veranstaltete sie unter anderem die Podiumsdiskussion „Land der Menschen – Reden wir darüber“, setzte das Projekt „Männergesundheit“ für Neuhofen an der Krems in Oberösterreich um, setzte sich für Flüchtlinge im Ort ein, indem sie beispielsweise die HERBERGE Neuhofen initiierte. Ebenso kämpfte sie gegen Rassismus und Fremdenfeindlichkeit und installierte ein Mauthausen Komitee Neuhofen, um an die Opfer des Zweiten Weltkrieges sowie deren Schicksale in diversen Konzentrationslagern in Österreich zu erinnern. Irmgard Schmidleithner nahm auch weiterhin zu anderen politischen Themen öffentlich Stellung.

## Auszeichnungen
- 1999: Johann-Böhm-Plakette[10]
- 2001: Luitpold-Stern-Preis[11]
- 2005: Elfriede-Grünberg-Preis[12]
- 2022: Käthe-Leichter-Lebenswerkpreis[13]

## Funktionen
- ÖGB-Frauenpräsidium, Vorsitzende
- ÖGB-Bundesfrauenausschuss, Vorsitzende
- Frauenring-Vorsitzende (nach Ministerin Dohnal)[14]
- Frauenstiftung Steyr (Gründungsmitglied)
- ÖGB-Präsidium, Vizepräsidentin
- ÖGB-Bundesvorstand, Vizepräsidentin
- SPÖ-Bundesfrauenkomitee-Mitglied
- SPÖ-Bundesparteivorstand
- SOTOUR (Sozialtourismus), Präsidentin
- Mauthausenkomitee, Gründungsmitglied und 1. Vorsitzende
- ÖGB-Bundesvorstand
- IWK (Institut für Wissenschaft und Kunst), Vorstand
- Dokumentationsarchiv des österreichischen Widerstandes
- Verein für Geschichte der Arbeiter/innenbewegung
- 1991–1999 ÖGB-Frauenvorsitzende und ÖGB-Vizepräsidentin in Wien